# Newington (Folkestone and Hythe)
Newington – wieś w Anglii, w hrabstwie Kent, w dystrykcie Folkestone and Hythe. Leży 46 km na południowy wschód od miasta Maidstone i 98 km na południowy wschód od centrum Londynu.